# 850

## Nașteri
- Ahmed ibn Sahl al-Balkhi, savant islamic persan (d. 934)
- Arnulf de Carintia, rege al Franciei Răsăritene din 887 și împărat al Imperiului Carolingian din 894 (d. 899)

- Harald I al Norvegiei, primul rege al Norvegiei (872- 930), (d. 933)

## Decese
- dată necunoscută: Al-Khwarizmi  (n. ?)
- dată necunoscută: Papesa Ioana  (n. ?)